# Sharif Atkins
Sharif Atkins (Pittsburgh, 29 gennaio 1975) è un attore statunitense.

## Biografia
Si trasferì da piccolo con la famiglia a Chicago; durante un corso di teatro alla "Northwestern University" scoprì di avere una profonda passione per la recitazione.
Dopo aver lavorato in alcune produzioni sceniche sempre a Chicago, si trasferì a Los Angeles. Venne notato da John Wells, produttore della serie televisiva E.R. - Medici in prima linea, che decise di proporgli un provino per il ruolo del nuovo tirocinante Michael Gallant, personaggio grazie al quale divenne noto al grande pubblico. Dal 2009 al 2014 è nel cast della serie White Collar.

## Filmografia parziale

### Cinema
- Una voce per gridare (Light It Up), regia di Craig Bolotin (1999)
- Paved with Good Intentions, regia di J.D. Cochran (2006)
- Preacher's Kid, regia di Stan Foster (2010)
- The Open House, regia di Matt Angel e Suzanne Coote (2018)

### Televisione
- Turks – serie TV, episodio 1x01 (1999)
- Ultime dal cielo (Early Edition) – serie TV, episodi 2x17 - 3x16 (1998-1999)
- Così è la vita (That's Life) – serie TV, episodio 2x02 (2001)
- The District – serie TV, episodio 2x04 (2001)
- Arli$$ – serie TV, episodio 7x08 (2002)
- The Big Time, regia di Paris Barclay – film TV (2002)
- Eve – serie TV, 6 episodi (2005-2006)
- In Justice – series TV, episodio 9x01 (2006)
- E.R. - Medici in prima linea (ER) – serie TV, 60 episodi (2001-2006) - Dr. Michael Gallant
- 4400 (The 4400) – serie TV, episodi 2x02- 3x01-3x06 (2005-2006)
- Close to Home - Giustizia ad ogni costo (Close to Home) – serie TV, episodio 2x20 (2007)
- Numb3rs – serie TV, episodi 4x04-4x14 (2007-2008)
- Avvocati a New York (Raising the Bar) – serie TV, episodio 1x10 (2008)
- The New 20s, regia di Maurice A. Dwyer, Tracy Taylor – film TV (2009)
- My Manny – serie TV (2009)
- Cold Case - Delitti irrisolti (Cold Case) – serie TV, episodio 6x17 (2009)
- Criminal Minds – serie TV, episodi 4x25-4x26 (2009)
- CSI: Miami – serie TV, episodio 8x02 (2009)
- White Collar – serie TV, 81 episodi (2009-2014)
- The Good Wife – serie TV, episodio 1x16 (2010)
- Dr. House - Medical Division (House, M.D.) – serie TV, episodio 8x15 (2012)
- Rizzoli & Isles – serie TV, episodio 6x04 (2015)
- Lucifer – serie TV, episodio 2x10 (2017)
- NCIS: Hawaii – serie TV, 5 episodi (2021-2023)

## Doppiatori italiani
Nelle versioni in italiano delle opere in cui ha recitato, Sharif Atkins è stato doppiato da:
- Massimiliano Alto in E.R. - Medici in prima linea (st.8-11),[1] The Good Wife
- Fabio Boccanera in Criminal Minds, Dr. House - Medical Division
- Riccardo Scarafoni in CSI: Miami, Ballard
- Alessandro Quarta in E.R. - Medici in prima linea (st.12)[1]
- Francesco Bulckaen in Cold Case - Delitti irrisolti
- Roberto Gammino in White Collar
- Nanni Baldini in Lucifer[2]
- Paolo De Santis in The Open House
- Jacopo Venturiero in Regina del Sud
- Dodo Versino in Magnum P.I.
- Massimo Triggiani in 9-1-1: Lone Star
- Manfredi Aliquò in Aftermath - Orrori dal passato
- Daniele Raffaeli in NCIS: Hawai'i